# Музички колеџ Беркли
Музички колеџ Беркли (енгл. Berklee College of Music) је приватни колеџ у Бостону. Највећи је независни колеџ савремене музике на свету. Познат је по студијама џеза и модерне америчке музике, а такође нуди курсеве на нивоу колеџа у широком спектру савремених и историјских стилова, као што су рок, хип-хоп, реге и хеви метал.
Године 2012. отворио је кампус и у Веленсији. Бивши студенти Берклија освојили су преко 300 награда Греми, што је више од било ког другог колеџа, као и 34 награде Еми, седам награда Тони, осам Оскара и три награде Сатурн.

## Историја
Беркли је релативно млад колеџ, основан 1945. године. Колеџ је основао Лоренс Берк, и колеџ се првобитно звао Шилингерова кућа музике, именован у част Берковог професора музике, Џосефа Шилингера. Првобитни циљ колеџа је била концентрација на Шилингеров систем музичке хармоније и композиције. Након проширивања наставног програма 1954. године, Берк мења име колеџа у Берк и додаје ли као шалу на већ постојећи универзитет у Калифорнији Беркли. И дан данас, долази до честог мешања ове две институције у свакодневном говору, те када се говори о једној или другој, увек мора да се нагласи на који Беркли се мисли (на енглеском језику ове две школе се пишу другачије Беркли у Бостону - Berklee, а Беркли у Калифорнији - Berkeley). У време оснивања ове установе, све школе у САД су нудиле наставу само у класичној музици, док је Лоренс Берк желео да оснује музичку установу која би нудила програм и у области џеза, рока, а касније и хип-хопа.
Да би се студент уписао на колеџ, претходно мора да има минимум две године музичког образовања на једном инструменту или минимум три године искуства у музичкој области или индустрији, или диплому двогодишње музичке школе, и наравно висок број поена на пријемном испиту. Године 2007, поред ових критеријума, додата је и аудиција коју сви студенти морају проћи. Стопа примања нових студената је 32%.